# 梅尔·柯蒂
梅尔·柯蒂（1897年9月15日—1996年3月9日）是一位美国進步主義历史学家，哥伦比亚大学和威斯康星大学教授，专攻社会历史学等，主要作品有获得1944年普利策历史奖的《美国思想的发展》（The Growth of American Thought）等。